# Pseudicius venustulus
Pseudicius venustulus är en spindelart som beskrevs av Wesolowska, Haddad 2009. Pseudicius venustulus ingår i släktet Pseudicius och familjen hoppspindlar. Inga underarter finns listade i Catalogue of Life.